# Акутін В'ячеслав Ігорович
В'ячесла́в І́горович Аку́тін (нар. 3 квітня 1990, Луганськ — пом. 10 серпня 2014, Юганівка, Луганська обл.) — молодший сержант, Державна прикордонна служба України, учасник російсько-української війни.

## Життєпис
Народився 3 квітня 1990 року в місті Луганськ.
Молодший інспектор прикордонної служби — прожекторист відділу прикордонної служби «Марківка» Луганського прикордонного загону.
Загинув 10 серпня під час обстрілу ТУ «Північ» «Градами» біля Юганівки. Тоді ж полягли смертю хоробрих Сергій Андрієнко, Давід Дзідзінашвілі, Володимир Шило.
Похований в Марківці.

## Нагороди та вшанування
- 21 серпня 2014 року — за особисту мужність і героїзм, виявлені у захисті державного суверенітету та територіальної цілісності України, вірність військовій присязі під час російсько-української війни, відзначений — нагороджений орденом «За мужність» III ступеня (посмертно).
- його портрет розміщений на меморіалі «Стіна пам'яті полеглих за Україну» у Києві: секція 2, ряд 1, місце 35.
- вшановується 10 серпня на щоденному ранковому церемоніалі вшанування захисників України, які загинули за свободу, незалежність і територіальну цілісність нашої держави.[1]